# Tipula isparta
Tipula isparta är en tvåvingeart som beskrevs av Vermoolen 1983. Tipula isparta ingår i släktet Tipula och familjen storharkrankar. Inga underarter finns listade i Catalogue of Life.